# Chloë Grace Moretz

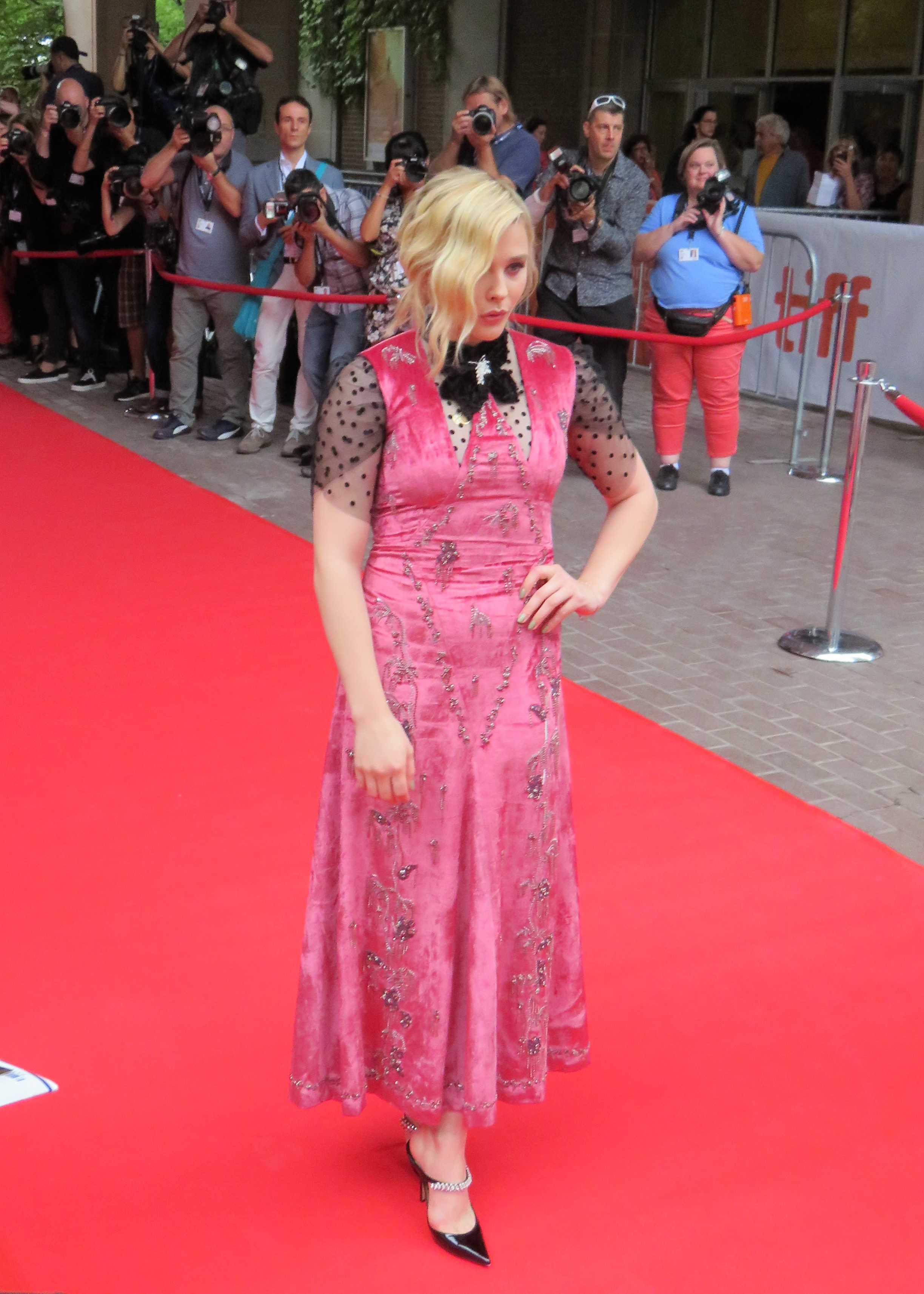
Chloë Moretz (2018)

Chloë Grace Moretz (ur. 10 lutego 1997 w Atlancie) – amerykańska aktorka, laureatka m.in. dwóch nagród Saturn.
Wczesne role dziecięce Chloë to m.in. Chelsea Lutz w filmie Amityville z 2005 oraz Mindy Macready/Hit-Girl w filmie Kick-Ass (2010) i Kick-Ass 2 (2013). W następnych latach wystąpiła m.in. w amerykańskim remake’u Pozwól mi wejść oraz filmach Mroczne cienie, Hugo i jego wynalazek czy Carrie.

## Życiorys

### Wczesne dzieciństwo
Chloë Grace Moretz urodziła się 10 lutego 1997 w Atlancie, w stanie Georgia. Jej matka Teri jest z zawodu pielęgniarką, zaś ojciec McCoy jest chirurgiem plastycznym. Chloë ma czterech starszych braci: Brandona, Trevora, Colina i Ethana. W 2001 roku Trevor został przyjęty do szkoły aktorskiej (Professional Performing Arts High School), spowodowało to również przeprowadzkę małej Chloë razem z mamą do Nowego Jorku. Ćwicząc z bratem, Chloë złapała aktorskiego bakcyla. Jej przygoda z filmem rozpoczęła się w 2003 roku, gdy razem z całą rodziną przeprowadziła się do Los Angeles.

### Role dziecięce
W 2004 roku Chloë wcieliła się w postać Violet występując w dwóch odcinkach serialu Obrońca. Rok później pojawiła się w filmie Heart of the Beholder, zagrała także rolę Chelsea Lutz w obrazie Amityville, za którą otrzymała nominację do nagrody Young Artist Award. Od tego momentu kariera Chloë nabrała rozpędu. W 2006 roku pojawiła się w filmie Agent XXL 2 oraz gościnnie wystąpiła w kilku serialach telewizyjnych, m.in. Gotowe na wszystko oraz Na imię mi Earl. W 2007 roku użyczyła swojego głosu animowanej postaci Tosi w kreskówce My Friends Tigger & Pooh: Super Sleuth Christmas Movie oraz pojawiała się gościnnie w serialu Seks, kasa i kłopoty. W międzyczasie występowała również w kilku niezależnych produkcjach. W 2009 roku młodą aktorkę można było oglądać w oryginalnej komedii romantycznej 500 dni miłości.
Przełomowy w karierze Chloë okazał się rok 2010, kiedy pojawiła się w filmie Kick-Ass w reżyserii Matthew Vaughna. Zagrała w nim kontrowersyjną postać Mindy Macready, która przyniosła jej rozgłos i uznanie dużej liczby widzów oraz krytyków. Przygotowania do tej roli trwały kilka miesięcy, w trakcie których Chloë m.in. trenowała z ekipą kaskaderską Jackiego Chana, byłymi żołnierzami marines oraz uczęszczała do profesjonalnej szkoły cyrkowej w Toronto. Dzięki temu wykonała w filmie większość kaskaderskich scen bez pomocy dublera. Pod koniec 2010 roku młodą aktorkę mogliśmy oglądać w filmie Pozwól mi wejść w reżyserii Matta Reevesa, gdzie wcieliła się w postać Abby, dwunastoletniej wampirzycy, oraz w drugoplanowej roli w familijnym filmie Dziennik cwaniaczka. W 2011 roku Chloë wystąpiła gościnnie w jednym z odcinków serialu Rockefeller Plaza 30 oraz w dwóch produkcjach kinowych, Teksas – Pola śmierci i Hugo i jego wynalazek, pierwszym trójwymiarowym filmie Martina Scorsese.

## Filmografia
- 2005: Mąż na jeden weekend jako młoda Charlie
- 2005: Prowokacja jako mała dziewczynka
- 2005: Heart of the Beholder jako Molly
- 2006: Zombies jako Emma
- 2005: Amityville[1] jako Chelsea Lutz
- 2006: Agent XXL 2 jako Carrie Fuller
- 2006: Room 6 jako Melissa Norman
- 2007: The Cure jako Emily
- 2007: Seks, kasa i kłopoty jako Kiki George
- 2007: Hallowed Ground jako Sabrina
- 2007: The Third Nail jako Hailey Deonte
- 2007: Gotowe na wszystko jako Sherri Maltby
- 2008: The Poker House jako Cammie
- 2008: Oko jako Alicia Millstone
- 2009: Czas odkupienia jako Toby Bishop
- 2009: 500 dni miłości jako Rachel Hansen
- 2010: Dziennik cwaniaczka jako Angie Steadman
- 2010: Pozwól mi wejść jako Abby
- 2010: Kick-Ass jako Mandy Macready / Hit-Girl[1]
- 2010: Jack i magiczna fasola jako dziewczyna w niebezpieczeństwie / Jillian
- 2011: Prowincjuszka jako Luli McCallen
- 2011: Hugo i jego wynalazek[1] jako Isabelle
- 2011: Teksas – Pola śmierci jako Ann Sliger
- 2012: Mroczne cienie[1] jako Carolyn Stoddard
- 2013: Carrie jako Carrie White
- 2013: Kick-Ass 2 jako Mandy Macready / Hit-Girl[1]
- 2013: Movie 43 jako Amanda
- 2014: Muppety: Poza prawem jako gazeciarka
- 2014: Zostań, jeśli kochasz jako Mia Hall
- 2014: Laggies jako Annika
- 2014: Bez litości jako Teri
- 2014: Sils Maria jako Jo-Ann Ellis
- 2016: Piąta fala (The 5th Wave) jako Cassie Sullivan
- 2016: Sąsiedzi 2 jako Shelby
- 2016: Umysł w ogniu (Brain on Fire) jako Susannah Cahalan
- 2017: I Love You, Daddy jako China
- 2017: Jesienni zabójcy jako Phoebe
- 2018: Złe wychowanie Cameron Post jako Cameron Post
- 2018: Suspiria[1] jako Patricia
- 2018: Greta[1] jako Frances McCullen
- 2018: Obcy pasażer jako Maude Garrett
- 2020: Shadow in the Cloud jako Maude Garrett
- 2021: Tom i Jerry jako Kayla
- 2021: Mother/Android[1] jako Georgia
- 2022: Peryferal jako Flynne Fisher (serial)

### Role głosowe
- 2008: Piorun jako mała Penny
- 2008: Moi przyjaciele Tygrys i Kubuś: Zagadki Stumilowego Lasu jako Tosia
- 2008: Moi przyjaciele Kubuś i Tygrysek: Na tropie jako Tosia
- 2010: Moi przyjaciele Kubuś i Tygrysek: I musical również jako Tosia
- 2010: Kick-Ass (gra) jako Mandy Macready / Hit-Girl
- 2012: Dishonored jako lady Emily Kalwin
- 2012: Dishonored: The Tales from Dunwall jako lady Emily Kalwin
- 2013: Księżniczka Kaguya jako księżniczka Kaguya (angielski dubbing)
- 2019: Śnieżka i fantastyczna siódemka jako królewna Śnieżka
- 2019: Rodzina Addamsów jako Wednesday Addams
- 2019: Gaslight jako Danny

## Nagrody i nominacje
- MTV
  - Wygrana / Złoty Popcorn: Największy twardziel za film Kick-Ass (2010)
  - Wygrana / Złoty Popcorn: Przełomowa rola za film Kick-Ass (2010)
  - Nominacja / Złoty Popcorn: Najlepsza scena walki za film Kick-Ass (2010)
- Teen Choice Awards
  - Nominacja / Teen Choice Awards 2010: Filmowy przełomowy żeński występ aktorski za film Kick-Ass (2010)
  - Wygrana / Teen Choice Awards 2015: Ulubiona aktorka dramatu za film Zostań, jeśli kochasz (2014)
  - Nominacja / Teen Choice Awards 2016: Ulubiona aktorka w filmie science-fiction / fantasy za film Piąta fala (2016)
  - Nominacja / Teen Choice Awards 2016: Ulubiona aktorka komedii za film Sąsiedzi 2 (2016)
- Critics’ Choice
  - Nominacja / Najlepszy młody aktor/aktorka za film Pozwól mi wejść (2011)
  - Nominacja / Najlepszy młody aktor/aktorka za film Kick-Ass (2011)
- People’s Choice Award
  - Wygrana: Kryształowa Statuetka – Ulubiona aktorka w dramacie za filmy Zostań, jeśli kochasz (2014), Laggies (2014), Sils Maria (2014), Bez litości (2014)
- Saturn
- Wygrana: 2011 – Najlepsza kreacja młodego aktora lub aktorki za film Pozwól mi wejść (2010)
- Nominacja: 2013 – Najlepsza kreacja młodego aktora lub aktorki za film Mroczne cienie (2012)
- Nominacja: 2012 – Najlepsza kreacja młodego aktora lub aktorki za film Hugo i jego wynalazek (2011)
- Wygrana: 2014 – Najlepsza kreacja młodego aktora lub aktorki za film Carrie (2013)
- Nominacja: 2015 – Najlepsza kreacja młodego aktora lub aktorki za film Bez litości (2014)